# Steinheil (cráter)
Steinheil es un cráter de impacto que se encuentra en las accidentadas tierras altas en la parte sureste de la Luna. Forma un prominente pareja de cráteres con Watt, de tamaño similar, que se extiende parcialmente al sureste. Al noroeste se encuentra la gran planicie amurallada del cráter Janssen. Debido a la ubicación de este cráter, aparece en escorzo cuando se ve desde la Tierra. Pertenece al período Período Nectárico, de entre 3920 y 385O millones de años de antigüedad.
|  |

Es un cráter relativamente circular, que ha sufrido una ligera erosión por impactos posteriores. La pared interior es más ancha en el borde suroeste que en cualquier otro lugar, y presenta un ligero abultamiento hacia el exterior en el borde occidental. Algunos pequeños cráteres yacen sobre el borde y la pared interior, siendo el más notable de ellos un cráter situado en la base del borde interior noreste. El suelo interior es nivelado, sin pico central y solo contiene unos pocos cráteres menores.

## Cráteres satélite
Por convención estos elementos son identificados en los mapas lunares poniendo la letra en el lado del punto medio del cráter que está más cerca de Steinheil.
|           | \| Steinheil \| Coordenadas \| Diámetro \| \| --------- \| ----------------------------- \| -------- \| \| E \| 44°54′S 47°36′E / -44.9, 47.6 \| 16 km \| \| F \| 45°18′S 48°24′E / -45.3, 48.4 \| 21 km \| \| G \| 45°36′S 49°54′E / -45.6, 49.9 \| 19 km \| \| H \| 45°42′S 46°54′E / -45.7, 46.9 \| 20 km \| \| K \| 48°36′S 51°54′E / -48.6, 51.9 \| 5 km \| \| X \| 47°36′S 45°48′E / -47.6, 45.8 \| 17 km \| \| Y \| 47°18′S 45°06′E / -47.3, 45.1 \| 16 km \| \| Z \| 46°24′S 45°24′E / -46.4, 45.4 \| 23 km \| |          |
| Steinheil | Coordenadas | Diámetro |
| E         | 44°54′S 47°36′E / -44.9, 47.6 | 16 km    |
| F         | 45°18′S 48°24′E / -45.3, 48.4 | 21 km    |
| G         | 45°36′S 49°54′E / -45.6, 49.9 | 19 km    |
| H         | 45°42′S 46°54′E / -45.7, 46.9 | 20 km    |
| K         | 48°36′S 51°54′E / -48.6, 51.9 | 5 km     |
| X         | 47°36′S 45°48′E / -47.6, 45.8 | 17 km    |
| Y         | 47°18′S 45°06′E / -47.3, 45.1 | 16 km    |
| Z         | 46°24′S 45°24′E / -46.4, 45.4 | 23 km    |

## Referencias

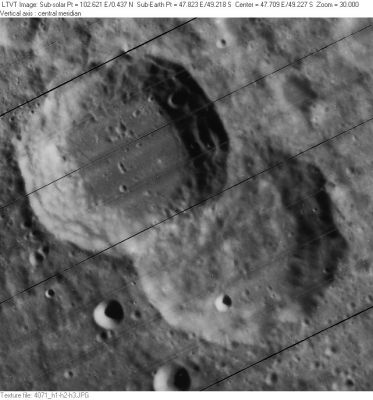
Fotografía de la misión Lunar Orbiter 4